# Gran Premio di Germania 1997
Il Gran Premio di Germania 1997 fu il decimo appuntamento della stagione di Formula 1 1997.

## Vigilia
La settimana prima del Gran Premio di Germania, come ormai era previsto, arriva l'annuncio ufficiale del passaggio di Giancarlo Fisichella dalla Jordan alla Benetton a partire dal 1998. Per liberare il pilota romano dal suo contratto con il team irlandese, Flavio Briatore paga una penale. Compagno di squadra di Fisichella sarà probabilmente il collaudatore Wurz, che in questa gara restituisce il volante al rientrante Berger.

## Qualifiche

### Resoconto
Tornato alla guida della sua Benetton dopo tre Gran Premi di assenza, Berger conquista una sorprendente pole position, la dodicesima e ultima della sua carriera; l'austriaco stacca di appena 23 millesimi il giovane Fisichella, alla guida di una Jordan resa particolarmente competitiva da una nuova versione del motore Peugeot. Häkkinen e Michael Schumacher occupano la seconda fila, davanti a Frentzen, Alesi, Ralf Schumacher e Coulthard. Solo nono Villeneuve; non si verificava dal Gran Premio del Giappone 1995 che neanche una Williams si schierasse in prima fila.

### Risultati
| Pos | No | Pilota                | Costruttore         | Pneumatici | Tempo    | Distacco |
| --- | -- | --------------------- | ------------------- | ---------- | -------- | -------- |
| 1   | 8  | Gerhard Berger        | Benetton - Renault  | G          | 1'41"873 |          |
| 2   | 12 | Giancarlo Fisichella  | Jordan - Peugeot    | G          | 1'41"896 | +0"023   |
| 3   | 9  | Mika Häkkinen         | McLaren - Mercedes  | G          | 1'42"034 | +0"161   |
| 4   | 5  | Michael Schumacher    | Ferrari             | G          | 1'42"181 | +0"308   |
| 5   | 4  | Heinz-Harald Frentzen | Williams - Renault  | G          | 1'42"421 | +0"548   |
| 6   | 7  | Jean Alesi            | Benetton - Renault  | G          | 1'42"493 | +0"620   |
| 7   | 11 | Ralf Schumacher       | Jordan - Peugeot    | G          | 1'42"498 | +0"626   |
| 8   | 10 | David Coulthard       | McLaren - Mercedes  | G          | 1'42"687 | +0"814   |
| 9   | 3  | Jacques Villeneuve    | Williams - Renault  | G          | 1'42"976 | +1"103   |
| 10  | 6  | Eddie Irvine          | Ferrari             | G          | 1'43"209 | +1"336   |
| 11  | 14 | Jarno Trulli          | Prost - Mugen-Honda | B          | 1'43"226 | +1"353   |
| 12  | 22 | Rubens Barrichello    | Stewart - Ford      | B          | 1'42"272 | +1"399   |
| 13  | 1  | Damon Hill            | Arrows - Yamaha     | B          | 1'43"361 | +1"488   |
| 14  | 16 | Johnny Herbert        | Sauber - Petronas   | G          | 1'43"660 | +1"787   |
| 15  | 23 | Jan Magnussen         | Stewart - Ford      | B          | 1'43"927 | +2"054   |
| 16  | 2  | Pedro Diniz           | Arrows - Yamaha     | B          | 1'44"069 | +2"196   |
| 17  | 15 | Shinji Nakano         | Prost - Mugen-Honda | B          | 1'44"112 | +2"239   |
| 18  | 17 | Norberto Fontana      | Sauber - Petronas   | G          | 1'44"552 | +2"679   |
| 19  | 19 | Mika Salo             | Tyrrell - Ford      | G          | 1'45"372 | +3"499   |
| 20  | 18 | Jos Verstappen        | Tyrrell - Ford      | G          | 1'45"811 | +3"938   |
| 21  | 21 | Tarso Marques         | Minardi - Hart      | B          | 1'45"932 | +4"059   |
| 22  | 20 | Ukyo Katayama         | Minardi - Hart      | B          | 1'46"499 | +4"626   |

## Gara

### Resoconto

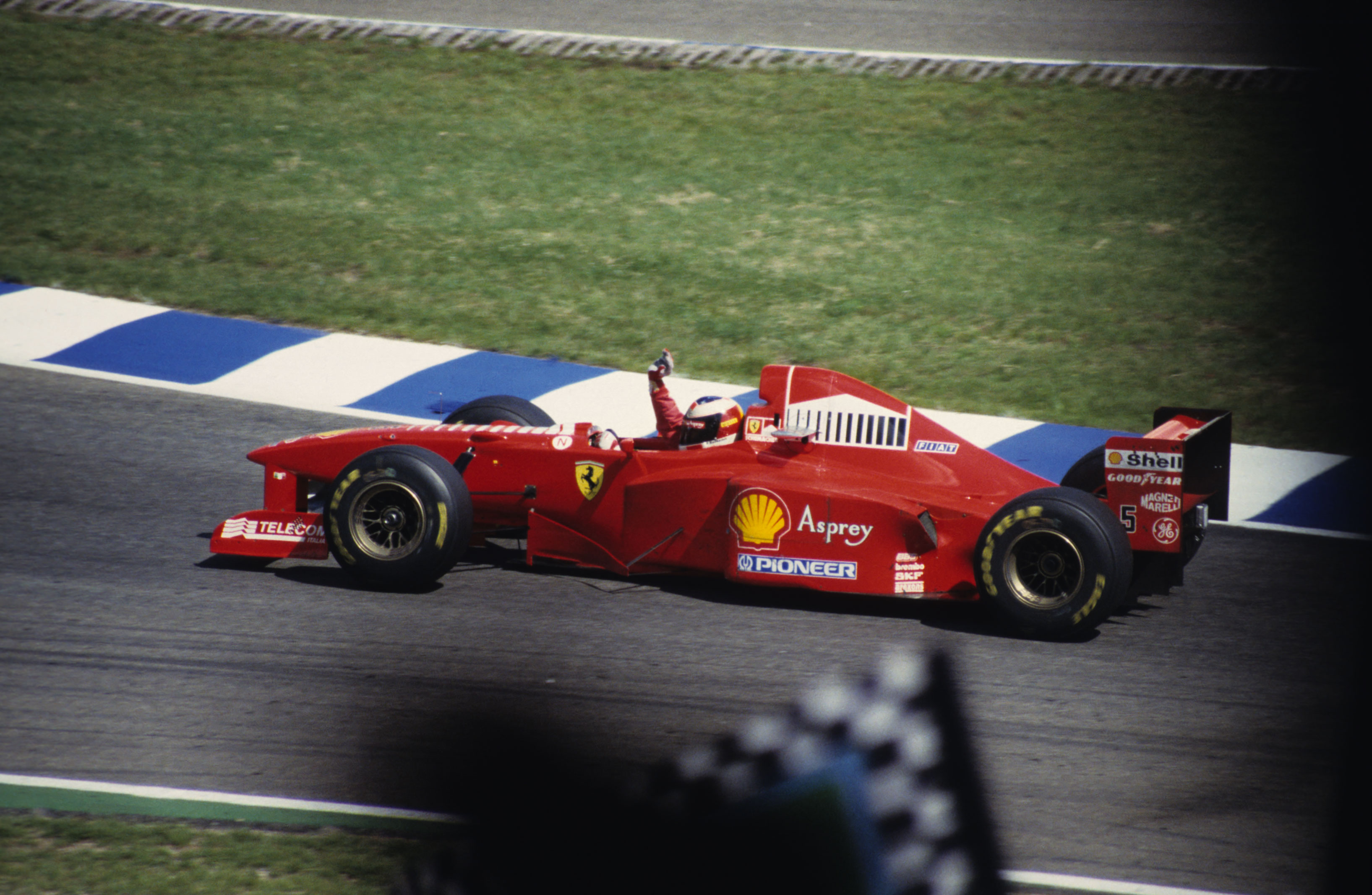
Michael Schumacher, secondo al traguardo.

Al via, scattano molto bene entrambi i piloti della Ferrari: Michael Schumacher passa Häkkinen, portandosi in terza posizione, mentre Irvine, partito in quinta fila, risale addirittura fino al quinto posto. Il nordirlandese si ritira però subito dopo, in seguito ad un contatto con Frentzen, costretto anch'egli ad abbandonare la gara. Al termine del primo giro Berger conduce davanti a Fisichella, Schumacher, Häkkinen, Alesi, Villeneuve, Trulli e Barrichello. Coulthard, che era andato in testacoda per evitare la collisione tra Irvine e Frentzen, si ferma ai box per riparare la vettura; tuttavia, appena ripartito si ferma nuovamente dopo poche centinaia di metri, tradito dalla trasmissione della sua McLaren.
Più indietro Ralf Schumacher, partito malissimo, rimonta passando Herbert e Barrichello; il pilota della Sauber viene sopravanzato poco dopo anche da Hill. Nel corso del 9º giro Diniz, che sta seguendo Herbert, arriva lungo alla seconda variante e tampona la Sauber; entrambi si devono ritirare. Prima dei pit stop Berger conduce davanti a Fisichella, che tiene a distanza Schumacher, Häkkinen, Alesi, Villeneuve e Trulli. Al 16º giro il pilota austriaco rientra ai box; Fisichella si ritrova così per la prima volta in carriera in testa ad una corsa.
Dopo la prima serie di rifornimenti, Berger si trova saldamente al comando, con ben sedici secondi di margine su Fisichella; dietro le posizioni restano invariate. Nel corso della 28ª tornata sulla Stewart di Magnussen esplode il motore; poco prima si era ritirato anche Katayama, rimasto inspiegabilmente senza benzina. Nel frattempo, comincia un acceso duello tra Häkkinen, Villeneuve e Trulli: il canadese cerca di sorprendere il pilota della McLaren alla staccata della prima curva, ma finisce per uscire dalla traiettoria ideale; ne approfitta Trulli, che lo sorpassa all'esterno.
Villeneuve tenta di riprendersi subito la posizione, attaccando il rivale già alla prima variante; il pilota della Prost resiste però al suo attacco e il canadese finisce in testacoda nella via di fuga, dove si deve ritirare. Dopo la seconda sosta Berger riparte dietro Fisichella, ma neanche un giro dopo l'austriaco ripassa in testa. Al 39º giro sulla Jordan del romano esplode lo pneumatico posteriore, all'entrata del Motodrome: nonostante un testacoda, il pilota riesce a riguadagnare i box dove i meccanici sostituiscono la gomma danneggiata, ma sulla vettura si è rotta una sospensione ed Giancarlo viene fermato per motivi precauzionali.
Non succede più niente fino all'arrivo, dove Berger festeggia nel migliore dei modi il proprio ritorno agonistico, conquistando la sua decima ed ultima vittoria in carriera davanti a Michael Schumacher, Häkkinen, Trulli, Ralf Schumacher e Alesi. Il pilota abruzzese della Prost conquistò i suoi primi punti iridati in carriera. Nel giro d'onore l'idolo di casa Michael Schumacher si soffermò sulla prestazione di Fisichella, ponendolo difatti nella lista dei "top driver", mostrando la stima per questo ragazzo (tra l'altro compagno-rivale del fratello Ralf in Jordan), a cui diede anche un passaggio ai box. Questa gara è stata l'ultima vinta (e la sola con la licenza italiana) per la Benetton e per Gerhard Berger, 11 anni dopo il Gran Premio del Messico 1986, in cui la prima vittoria dell'austriaco aveva coinciso con la prima anche del team.

### Risultati
| Pos      | N  | Pilota                | Costruttore         | Pneumatici | Giri | Tempo/Ritiro                | Griglia | Punti |
| -------- | -- | --------------------- | ------------------- | ---------- | ---- | --------------------------- | ------- | ----- |
| 1        | 8  | Gerhard Berger        | Benetton - Renault  | G          | 45   | 1h20'59"046                 | 1       | 10    |
| 2        | 5  | Michael Schumacher    | Ferrari             | G          | 45   | +17"527                     | 4       | 6     |
| 3        | 9  | Mika Häkkinen         | McLaren - Mercedes  | G          | 45   | +24"770                     | 3       | 4     |
| 4        | 14 | Jarno Trulli          | Prost - Mugen-Honda | B          | 45   | +27"165                     | 11      | 3     |
| 5        | 11 | Ralf Schumacher       | Jordan - Peugeot    | G          | 45   | +29"995                     | 7       | 2     |
| 6        | 7  | Jean Alesi            | Benetton - Renault  | G          | 45   | +34"717                     | 6       | 1     |
| 7        | 15 | Shinji Nakano         | Prost - Mugen-Honda | B          | 45   | +1'19"722                   | 17      |       |
| 8        | 1  | Damon Hill            | Arrows - Yamaha     | B          | 44   | +1 giro                     | 13      |       |
| 9        | 17 | Norberto Fontana      | Sauber - Petronas   | G          | 44   | +1 giro                     | 18      |       |
| 10       | 18 | Jos Verstappen        | Tyrrell - Ford      | G          | 44   | +1 giro                     | 20      |       |
| 11       | 12 | Giancarlo Fisichella  | Jordan - Peugeot    | G          | 40   | Pneumatico                  | 2       |       |
| Ritirato | 22 | Rubens Barrichello    | Stewart - Ford      | B          | 33   | Motore                      | 12      |       |
| Ritirato | 19 | Mika Salo             | Tyrrell - Ford      | G          | 33   | Frizione                    | 19      |       |
| Ritirato | 3  | Jacques Villeneuve    | Williams - Renault  | G          | 33   | Testacoda                   | 9       |       |
| Ritirato | 23 | Jan Magnussen         | Stewart - Ford      | B          | 27   | Motore                      | 15      |       |
| Ritirato | 20 | Ukyo Katayama         | Minardi - Hart      | B          | 23   | Fine benzina                | 22      |       |
| Ritirato | 16 | Johnny Herbert        | Sauber - Petronas   | G          | 8    | Collisione con P.Diniz      | 14      |       |
| Ritirato | 2  | Pedro Diniz           | Arrows - Yamaha     | B          | 8    | Collisione con J.Herbert    | 16      |       |
| Ritirato | 10 | David Coulthard       | McLaren - Mercedes  | G          | 1    | Trasmissione                | 8       |       |
| Ritirato | 4  | Heinz-Harald Frentzen | Williams - Renault  | G          | 1    | Collisione con E.Irvine     | 5       |       |
| Ritirato | 6  | Eddie Irvine          | Ferrari             | G          | 1    | Collisione con H.H.Frentzen | 10      |       |
| Ritirato | 21 | Tarso Marques         | Minardi - Hart      | B          | 0    | Cambio                      | 21      |       |

## Classifiche

### Piloti
| Pos. | Pilota                | Punti |
| ---- | --------------------- | ----- |
| 1    | Michael Schumacher    | 53    |
| 2    | Jacques Villeneuve    | 43    |
| 3    | Jean Alesi            | 22    |
| 4    | Gerhard Berger        | 20    |
| 5    | Heinz-Harald Frentzen | 19    |
| 6    | Eddie Irvine          | 18    |
| 7    | Olivier Panis         | 15    |
| 8    | David Coulthard       | 14    |
| 8    | Mika Häkkinen         | 14    |
| 10   | Ralf Schumacher       | 9     |
| 11   | Giancarlo Fisichella  | 8     |
| 12   | Johnny Herbert        | 7     |
| 13   | Rubens Barrichello    | 6     |
| 14   | Alexander Wurz        | 4     |
| 15   | Jarno Trulli          | 3     |
| 16   | Mika Salo             | 2     |
| 17   | Shinji Nakano         | 1     |
| 17   | Nicola Larini         | 1     |
| 17   | Damon Hill            | 1     |

### Costruttori
| Pos. | Team                | Punti |
| ---- | ------------------- | ----- |
| 1    | Ferrari             | 71    |
| 2    | Williams - Renault  | 62    |
| 3    | Benetton - Renault  | 46    |
| 4    | McLaren - Mercedes  | 28    |
| 5    | Prost - Mugen-Honda | 19    |
| 6    | Jordan - Peugeot    | 17    |
| 7    | Sauber - Petronas   | 8     |
| 8    | Stewart - Ford      | 6     |
| 9    | Tyrrell - Ford      | 2     |
| 10   | Arrows - Yamaha     | 1     |

## Fonti
Salvo indicazioni diverse le classifiche sono tratte da  Sito di The Official Formula 1, su formula1.com. URL consultato il 27 settembre 2008.
o da  GPupdate.net , su f1.gpupdate.net. URL consultato il 22 marzo 2009.